# كريستيان هاين
كريستيان هاين (بالألمانية: Christian Hein)‏ (مواليد 6 سبتمبر 1982) هو سبّاح ألماني، مثّل بلاده في الألعاب الأولمبية الصيفية 2004.

## روابط خارجية
كريستيان هاين على موقع الاتحاد الدولي للسباحة (الإنجليزية)
- كريستيان هاين على موقع SwimRankings.net (الإنجليزية)
- كريستيان هاين على موقع اللجنة الأولمبية الدولية (الإنجليزية)
- كريستيان هاين على موقع أوليمبيديا (الإنجليزية)